# Нижняя Ала-Арча
Нижняя Ала-Арча (кирг. Төмөнкү Ала-Арча) — село в Бишкеке в составе Свердловского района . Код СОАТЕ — 41708 203 845 01 0.

## Население
| год     | 2009  | 2014  | 2015  |
| ------- | ----- | ----- | ----- |
| человек | 11776 | 13060 | 10240 |